# Match Play
Match play es una modalidad de puntuación del golf en el que un jugador o equipo gana un punto por cada hoyo en el que ha superado a sus oponentes; a diferencia del Stroke play (juego por golpes), en el que el número total de golpes se cuenta en una o más rondas de 18 hoyos. En match play, el ganador es el jugador o equipo con más puntos al final del juego.
Aunque la mayoría de los torneos profesionales se juegan utilizando el sistema de puntuación del juego por golpes, existen, o ha habido, algunas excepciones, por ejemplo, el WGC-Accenture Match Play Championship y el Volvo World Match Play Championship, y la mayoría de los eventos por equipos, por ejemplo, la Ryder Cup y la Presidents Cup. , todos ellos en formato match play.

## Sistema de puntuación
A diferencia del juego por golpes, en el que la unidad de puntuación es el número total de golpes ejecutados en una o más rondas de golf, la puntuación del juego por partidos consiste en hoyos individuales ganados, empatados o perdidos. En cada hoyo, lo máximo que se puede ganar es un punto. Los golfistas juegan con normalidad, contando los golpes realizados en un hoyo determinado. El golfista con la puntuación más baja en un hoyo determinado recibe un punto. Si los golfistas empatan, se puntúa con medio punto para cada jugador. Una vez que un jugador está ganando por una diferencia de más hoyos de los que quedan por jugar, el partido termina. Por ejemplo, si después de 12 hoyos el jugador A está 7 arriba y quedan seis por jugar, se dice que el jugador A ganó el partido "7&6".
En un evento de torneo en el que el número de hoyos es par, después del último hoyo (generalmente 18 o 36), los jugadores seguirán jugando hasta que un jugador gane un hoyo (muerte súbita). En la Ryder Cup y otros eventos de equipo similares, el partido no termina de esta manera y los equipos reciben medio punto cada uno. En tales eventos hay puntos acumulados durante varios días, jugando diferentes formatos, y el total determina el equipo ganador.